# 今ファミレスにいるんだけど隣の席の女子が話してる内容がジワジワきてるんだが共有してもいいですか?
『今ファミレスにいるんだけど隣の席の女子が話してる内容がジワジワきてるんだが共有してもいいですか？』（いまファミレスにいるんだけどとなりのせきのじょしがはなしてるないようがジワジワきてるんだがきょうゆうしてもいいですか？）は、シンガーソングライターの藤原さくらと俳優の日高七海によるポッドキャスト番組。2022年3月24日から配信開始。通称「ファミジワ」。

## 概要
2023年公開の映画『銀平町シネマブルース』での共演をきっかけに親交が始まった藤原さくらと日高七海の二人によるポッドキャスト配信のトーク番組。番組の成り立ちは、藤原がただ友達と他愛もないトークをする番組を作りたいという思いを抱いていたところ、映画の撮影現場で出会った日高を企画に誘う形で番組が制作されることになった。リスナーの愛称は「隣の席の人」および「ネイバー」。番組はSpotify、Apple Podcast、Amazon Music、Anchorで配信。
2022年6月30日、Spotifyによってグローバルプログラム「RADARポッドキャスター」に日本第一弾クリエイターとして選出される。

## 内容
二人がまるでファミレスで会話をしているようなゆるい温度感で、まじめなことやちょっと笑えるネタなど日常の身近にある話題を飾らない言葉でありのままに話すトーク番組。藤原は「完全に趣味」でやっていると述べている。

## 出演者
- 藤原さくら
- 日高七海